# ماكسيميليان فاغنر
ماكسيميليان فاغنر (بالألمانية: Maximilian Wagener)‏ (مواليد 3 يناير 1995) هو لاعب كرة قدم ألماني يجيد اللعب في خط الوسط ويلعب أيضًا كلاعب خط وسط دفاعي وجناح أيمن , ويلعب حاليًا لنادي باير ليفركوزن الألماني.

## روابط خارجية
- ماكسيميليان فاغنر على موقع قاعدة بيانات كرة القدم.إي يو (الإنجليزية)
- ماكسيميليان فاغنر على موقع بيانات كرة القدم. دي إي (الألمانية)
- ماكسيميليان فاغنر على موقع Soccerway.com (الإنجليزية)
- ماكسيميليان فاغنر على موقع عالم كرة القدم.نت (الإنجليزية)
- ماكسيميليان فاغنر على موقع AS.com (الإسبانية)
- Maximilian Wagener